# Charles Leavitt
 (octobre 2019).
Charles Leavitt (né en 1970 à Pittsburgh) est un scénariste américain connu pour avoir écrit le film Blood Diamond en 2006 et Warcraft : Le Commencement en 2016.

## Biographie
Sa carrière de scénariste commence en 1996 avec l'écriture de The Sunchaser.
En 1998, il écrit l'adaptation de Freak the Mighty, une nouvelle de Rodman Philbrick. The Mighty met en scène Sharon Stone, Gena Rowlands, Harry Dean Stanton, Kieran Culkin et Elden Henson. Le film a été récompensé de deux Golden Globe pour Meilleur second rôle (Sharon Stone) et Meilleure musique originale (The Mighty).
Après avoir écrit le script pour le film K-PAX en 2001, Leavitt est embauché par Warner Bros. en février 2004 pour retravailler une ébauche du film Blood Diamond, titré Okavango par la suite. L'écriture a stagné pendant des années avant que les producteurs Paula Weinstein et Gillian Gorfil finissent par décider de l'histoire. Elle suit la vie du fermier Sierra Leonean qui se retrouve au milieu d'un conflit entre un cambrioleur et une organisation de minage de diamant.
Le studio Warnes Bros. ont acquis les droits mi-2005 de la nouvelle Confessions of a Wall Street Shoeshine Boy de Doug Stumpf et signe avec Leavitt, en octobre 2006, pour en faire l'adaptation. Il a également réécrit le scénario de The Express : The Ernie Davis Story, un biopic sur le joueur de football américain, Ernie Davis. Il écrit, en 2014, le scénario du Septième Fils et celui du film Warcraft en 2016.

## Filmographie

### Cinéma
- 1996 : The Sunchaser
- 1998 : Les Puissants (The Mighty)
- 2001 : K-PAX : L'Homme qui vient de loin (K-PAX)
- 2006 : Blood Diamond
- 2008 : The Express: The Ernie Davis Story
- 2014 : Le Septième Fils (Seventh Son)
- 2015 : Au cœur de l'océan (In the Heart of the Sea)
- 2016 : Warcraft : Le Commencement
- 2021 : Ceux qui veulent ma mort (Those Who Wish Me Dead) de Taylor Sheridan

### Télévision
- 2001 : The Jennie Project